# 赵遐
赵遐（？—？），天水郡新县（今甘肃省天水市秦州区）人，北魏官员。

## 生平
赵遐是后秦尚书左仆射赵迁的六世孙，在太和、景明年间归附北魏。
赵遐在北魏先是担任军主，跟随魏孝文帝南征南阳。景明初年，赵遐出任梁城戍主，被南梁将军围攻。赵遐因为固守城池和有战功，封牟平县开国子，食邑二百户。
赵遐后出任左军将军、署理征虏将军、都督巴东诸军事，镇守南郑。当时南梁的冠军将军、军主姜脩率领两万人屯驻在羊口，辅国将军姜白龙占据南城，龙骧将军泉建率领土著百姓向北占据桑坯，姜脩又分兵占据兴势，龙骧将军谭思文据守夹石，司州刺史王僧炳驻扎在南安，都煽动夷人部众，谋划进攻南郑。正始三年十月己未（506年11月28日），赵遐率领甲士九千人，四处冲击，数百里中的梁军全部被赵遐击败，魏军前后斩首五千多级。
回朝后，赵遐以辅国将军外任荥阳郡太守。永平四年（511年），南梁将军马仙琕率领部众围攻朐城，戍主傅文骥环城固守。北魏朝廷以赵遐为持节、署理平东将军出任别将，与刘思祖等人前往救援，受徐州刺史卢昶的调度。魏军驻扎在鲍口，离朐城五十里，夏季频降暴雨，赵遐等人奋力渡河急进，将要抵达朐城。马仙琕见赵遐的营寨还没有建成，就来挑战。刘思祖率领彭城和沛郡征召的士兵，望见敌人即刻逃跑后撤。赵遐率领孤军奋战，独自击败马仙琕，斩杀直阁将军、军主李鲁生，直后军主葛景羽等人。马仙琕先前分兵位于朐城的西面，隔着河设立栅栏，以包围固城。赵遐亲自秘密出行侦查水的深浅，命令士兵绑扎草筏，夜间衔枚进军，攻破梁军六处栅栏，于是解除了固城的包围。赵遐又进军解救朐城，都督卢昶率大军跟进。没多久傅文骥因为朐山城中粮食物资耗尽，献城投降南梁。十二月庚辰（512年1月22日），卢昶率军先行逃走，北魏各路军队崩溃。恰逢大雪，北魏士兵被冻死和冻掉手脚的有三分之二，马仙琕追击，大败魏军。魏军僵硬的尸体从朐山到郯城排列了二百里，幸免于难的只有十分之一到十分之二。梁军收缴的粮食牲畜和武器军械，难以计算数量。卢昶单人骑马逃走，舍弃符节和兵符，仪仗全部丧失，只有赵遐手握符节而回。卢昶因为仪仗全部丧失，就到郯城借用赵遐的符节以行军令。魏宣武帝派遣黄门侍郎甄琛乘驿站马匹疾行锁拿卢昶，查究失败的具体情况，因为作战失利，卢昶和赵遐都被定罪免官。延昌年间，赵遐被起用出任光禄大夫、使持节、署理前将军为别将，防守西荆州，又为别将隶属萧宝夤，东征淮堰。熙平初年，赵遐出任平西将军、汾州刺史，在汾州贪污，远近闻名。赵遐去世后，朝廷赠予安南将军、豫州刺史，谥号襄。

## 家庭

### 子女
- 赵子献，北魏牟平县子
- 赵子素，第四子，北魏司空长流参军
- 赵氏，嫁北魏镇远将军、秘书郎中崔子元[9]